# Surlingham
Surlingham – wieś w Anglii, w hrabstwie Norfolk, w dystrykcie South Norfolk. Leży 9 km na wschód od Norwich i 162 km na północny wschód od Londynu. Miejscowość liczy 637 mieszkańców.